# Besenstielräuber
Der als Besenstielräuber bekannt gewordene Einzeltäter Harald Zirngibl (* 1952) hat in der Zeit von 1992 bis 1998 insgesamt 16 Banken überfallen und dabei ca. 4,6 Mio. DM erbeutet.
Den Spitznamen Besenstielräuber bekam er, weil er bei den Überfällen insgesamt 73 Geiseln nahm, seine Opfer einsperrte und die Türen zusätzlich mithilfe eines Besenstiels verschloss. Im Gegensatz zu vielen seiner „Kollegen“ begab er sich nicht an die Kasse, um Geld zu fordern, sondern er bemächtigte sich der Bankangestellten beim Betreten oder Verlassen der Bankräumlichkeiten vor oder nach Dienstschluss oder in der Mittagspause und ließ sich das Geld meist aus dem Tresor, bisweilen auch aus dem Geldautomaten, aushändigen.
Im November 1998 wurde er von der Polizei verhaftet und anschließend zu 13 Jahren und sechs Monaten Haft verurteilt, wovon er 2009 im April drei Jahre zur Bewährung ausgesetzt bekam und seitdem entlassen ist.
Im Oktober 2011 brachte er ein Buch über sein Leben als Bankräuber heraus.
Am 22. Februar 2016 wurde er unter dem dringenden Tatverdacht festgenommen, den FC Bayern München erpresst zu haben. Zirngibl forderte eine Million Schweizer Franken und Diamanten im Wert von drei Millionen Euro. Andernfalls wollte er in der Allianz Arena eine Bombe zünden oder die Öffentlichkeit über eine derartige Gefährdung informieren. Er wurde zu einer Haftstrafe von vier Jahren und zehn Monaten verurteilt.

## Werke
- Ich war der Besenstielbankräuber: Mein gescheiterter Traum, Egmont VGS 2011, ISBN 978-3-8025-3744-8.